# Тодосійчук Дмитро Теодорович
Тодосійчук Дмитро Теодорович (1890, с. Гаврилівці, Кіцманський повіт, Герцогство Буковина, Австро-Угорщина — 6 березня 1919) — булавний десятник УГА.

## Життєпис

### Раннє життя
Народився в селі Гаврилівцях повіт Кіцмань на Буковині (тепер Кіцманського району Чернівецької області) в сім'ї сільського господаря Теодора Тодосійчука та Параскеви, уродженої Арич. Через неуважність місцевого священика запис в метричній книзі про народження було внесено щойно на підставі розпорядження буковинського крайового уряду від 18.10.1908 р., коли встановити день і місяць народження було вже неможливо.
З 1904/1905 навчального року навчався в підготовчому класі 2-ї державної українсько-німецької гімназії в Чернівцях, з 1905/1906 по 1911/1912 навчальні рр. пройшов курс за 5 класів цієї ж гімназії. Під час навчання в гімназії мешкав в Чернівцях в «Руській Селянській Бурсі» (управитель Пантелеймон Клим) за адресою Йозефґассе, 2.

### Військова служба
Восени 1912 р. покликаний до війська, де перебував на час початку війни. Воював у складі артилерійського полку, в якому дослужився ступеня старшого десятника. У 1918 р. цей артилерійський полк входив до групи австро-угорських військ на Україні. В 10.1918 р. повернувся з України.
Після розвалу Австро-Угорської монархії став на службу в українську армію в листопаді 1918 р. як старший булавний десятник УГА в Коломиї. У складі Коломийської батареї польових гармат (командир сотник В. Тотоєскул) 28.11.1918 р. вирушив на протипольський фронт під Львовом. З кінця грудня 1918 р. воював у складі 1-ї батареї 1-го гарматного полку 1-ї бригади УСС, яка розміщувалася на позиціях в с. Зубри під Львовом.

### Загибель
Важко поранений в боях з поляками біля с. Зубри, помер від крововиливу («вибуху крові»).
Виконуючи останнє бажання Д. Тодосійчука бути похованим біля місця, де мешкала його наречена, його бойовий товариш, що походив з с. Мишина біля Коломиї, перевіз тіло загиблого до Мишина та поховав на сільському цвинтарі. Існують різні версії про дату загибелі Д. Тодосійчука, однак в 1920-х рр. на надмогильному хресті Д. Тодосійчука ще виразно читалася дата його смерті — 06.03.1919 р.